# Пелагич, Васо
Васо Пелагич (серб. Васо Пелагић; 1838, Горни-Жабар — 25 января 1899, Пожаревац) — османский и сербский и боснийский политический деятель, революционный демократ, социалист-утопист, участник социалистического и национально-освободительного движения на территории Сербии и Боснии и Герцеговины, педагог, народный лекарь.

## Биография
Родился в крестьянской семье, окончил низшую гимназию, в 1857 году поступил в Белградскую духовную семинарию. В 1860 году стал учителем сербскоязычной начальной школы в Брчко, при которой основал один из первых в Боснии сербских читальных залов.
В 1863 году уехал в Российскую империю, где поступил в Московский университет и учился там два года, изучая политическую историю и медицину и сведя знакомство с русскими революционными демократами, которые оказали большое влияние на его мировоззрение.
В 1865 году вернулся в Боснию, в город Баня-Лука, где основал сербскую православную семинарию, ставшую одной из первых в Боснии. В семинарии он проповедовал свои идеи, в 1867 году издал в Белграде «Руковођу за српско-босанске, херцеговачке, старосрбијанске и македонске учитеље». За свои либеральные педагогические взгляды подвергался травле со стороны представителей различных вероисповеданий в Боснии, однако стал архимандритом. За критику османского правления в Боснии был в 1869 году выслан в Малую Азию. В 1871 году сумел бежать из ссылки с помощью русских и через Константинополь добрался до Сербии, где некоторое время работал в обществе «Уједињене омладије српске», затем на время уехал в Цетине (Черногория), где участвовал в движении «Дружине за ослобођење српства». В 1872 году он отправился в Нови-Сад, в 1873 году последовательно проживал в Граце, Праге, Триесте и Цюрихе, в итоге отказавшись от религиозных служб.
В 1875 году принял активное участие в боснийском восстании против османского владычества. После занятия территории Боснии австро-венгерскими войсками в 1878 году выступил с категорическими протестами против оккупации. В 1880-х годах жил в Сербии, но из-за пропаганды социалистических идей несколько раз высылался в Болгарию и Румынию; сотрудничал в газете Српски занатлија. В начале 1890-х годов был одним из организаторов создания в стране рабочих и ремесленных обществ, из которых в 1892 году возникла Социалистическая партия Сербии. В 1895 году основал в Белграде газету «Социал-демократ», переводил статьи социалистической тематики с болгарского. В результате антиправительственных действий был арестован, публично лишён сана и помещён в психиатрическую лечебницу, а затем в тюрьму, где и умер.
В своиз работах придерживался социалистических, материалистических и атеистических взглядов. Основные работы: «Покушаји за народно и лично унапреħење» (Белград, 1871); «Пут среħнијем животу или нова наука и нови льуди» (Будапешта, 1879); «Социјализам или основни препороħaj друштва» (Белград, 1894); «Историја босанско-херцеговачке буне» (Сараево, 1953).